# Kathrin Boyde
Kathrin Boyde (geb. Born, nach erneuter Heirat Erlingis; * 4. Dezember 1970 in Naumburg (Saale)) ist eine ehemalige deutsche Geherin. Bis 1990 startete sie für die DDR.

## Karriere
Kathrin Born vom ASK Vorwärts Potsdam gewann im Alter von 14 Jahren die DDR-Meisterschaft im Hallengehen. 1987 belegte sie den dritten Platz bei den Junioreneuropameisterschaften, 1989 gewann sie den Titel. 1991, nun für den SC Berlin startend, war sie Elfte bei den Leichtathletik-Weltmeisterschaften 1991, im Jahr darauf konnte sie bei den Olympischen Spielen in der Hitze von Barcelona nur Platz 33 belegen. 1993 folgte der 15. Platz bei den Weltmeisterschaften in Stuttgart. 
Nach der Heirat mit dem Langstreckenläufer Jens Boyde startete sie ab 1994 als Kathrin Boyde für den LC Breisgau und von 1997 bis 2000 für den USC Freiburg. Bei den Leichtathletik-Halleneuropameisterschaften 1994 belegte sie den achten Platz. Ihre beste Platzierung bei Olympischen Spielen erreichte sie 1996 in Atlanta mit dem fünfzehnten Rang. Bis 1998 hatte Kathrin Boyde seit 1991 elf zweite Plätze hinter Beate Gummelt bei deutschen Freiluftmeisterschaften erreicht, 1998 siegte sie im 10.000-Meter-Bahngehen, da Beate Gummelt eine Babypause einlegte. Kathrin Boyde gewann zwei weitere Deutsche Meistertitel: 2000 im 20-km-Straßengehen und 2002 in der Halle.
Nach ihrer Scheidung von Jens Boyde heiratete sie 2003 den litauischen Geher Gintaras Erlingis. 2004 beendete sie nach zwanzig Jahren ihre sportliche Karriere.